# Källefalls Bryggeri
Källefalls Bryggeri var ett svenskt bryggeri i Tidaholm. Våren 1994 startades bryggeriet av Anders Thunström och Jeff Boork med målsättningen att enbart brygga brittisk ale.  Man började lite tidigare med att brygga ett antal omgångar hos Sofiero Bryggeri innan lokaler och tillstånd var färdiga. Källefalls var det första moderna svenska bryggeri som enbart bryggde överjäst öl. De första produkterna på marknaden var Källefall Pale Ale och Skarabôrjar'n, en ESB.  Ettiketterna ritades av Anders Thunström.
Kvalitetsproblem, fällningar i flaskorna på denna ofiltrerade öl, och Systembolagets ändrade inköpspolitik slog hårt mot bryggeriet (300 000 liter 1997), och företaget lades ned våren 2000. Utrustningen köptes sedan av Ahlafors bryggerier.
Lokalen inhyser idag en restaurang.